# نهر الباراين

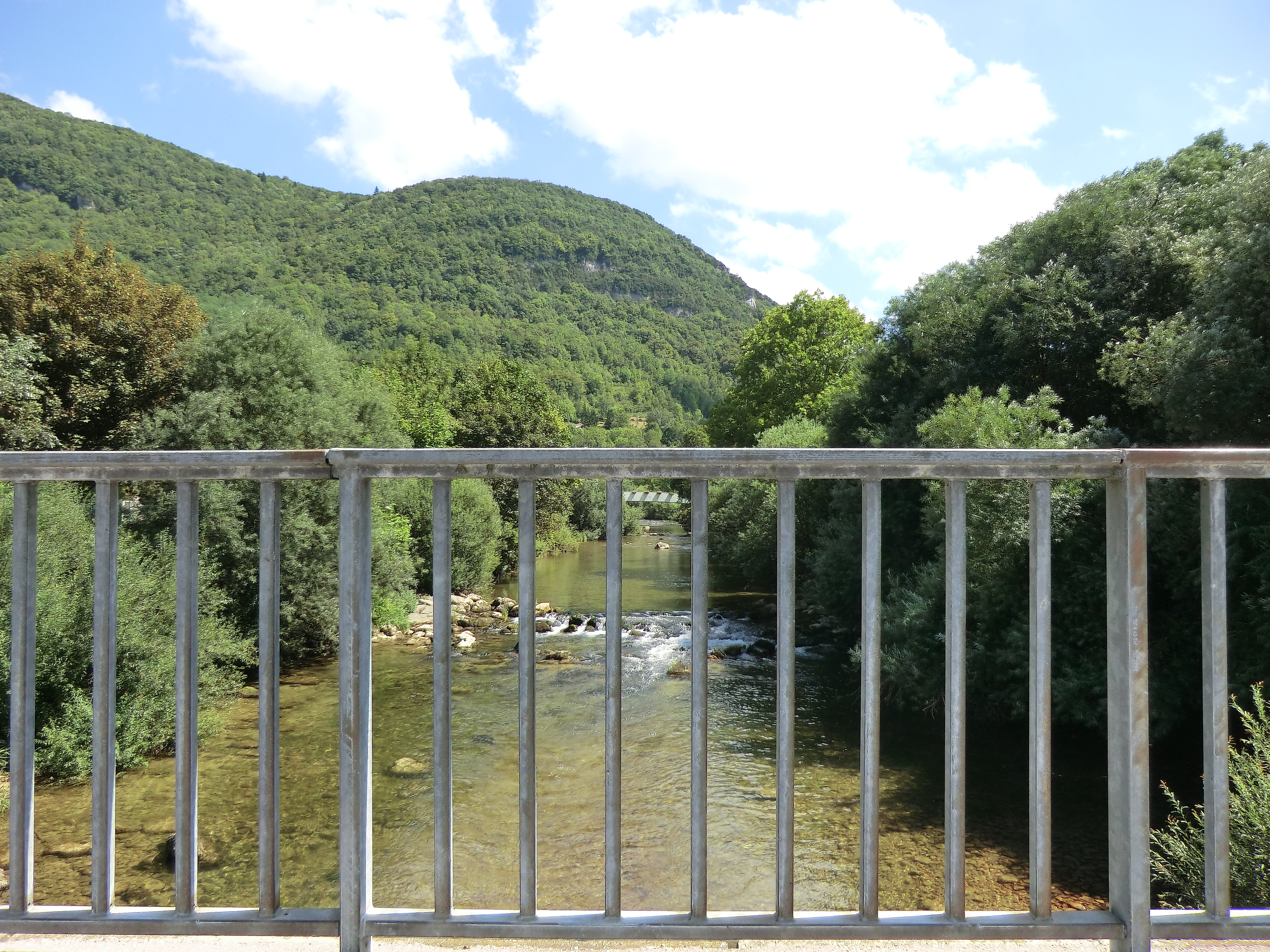
نهر الباراين في فرنسا

نهر الباراين (بالفرنسية: L'Albarine)‏ هو نهر طويل في منطقة الأين، شرق فرنسا، يبلغ طوله 59.4 كم أي 36.9 ميل
مصدره من برينود، يتدفق عموما جنوب غرب فرنسا. وهو من أحد الروافد اليسرى من العين الذي يتدفق في شاتيون لابالي، في أين، 40 كم ( 25 ميل) ليون شمال شرق البلاد

## البلديات على طول مجراه
هذه القائمة مرتبة من مصدر النهر
- برينود - أين
- كورسيل - أين
- شامبدور - أين
- هوتفيل لومني - أين
- شاليين - أين
- تيناي - أين
- آريس - أين
- أونسيو - أين
- سان-رامبيرت-أون-بوغيي - أين
- تورسيو - أين
- بيتانت - أين
- أمبيريو-أون-بوغي - أين
- سان دوني -أون - أين
- شاتو-غايلار - أين
- ليمون - أين
- سان-موريس-دو-ريمون - أين
- شاتيون لابالي - أين